# 雅各布·惠特勒
雅各布·惠特勒（英語：Jacob Whittle、2004年9月25日—）是英國的一位游泳運動員。他專攻自由式。他代表英國參加了2020年夏季奧林匹克運動會，获得男子100公尺自由泳第13名和男子4×100公尺自由泳接力第9名。